# Husayniyya

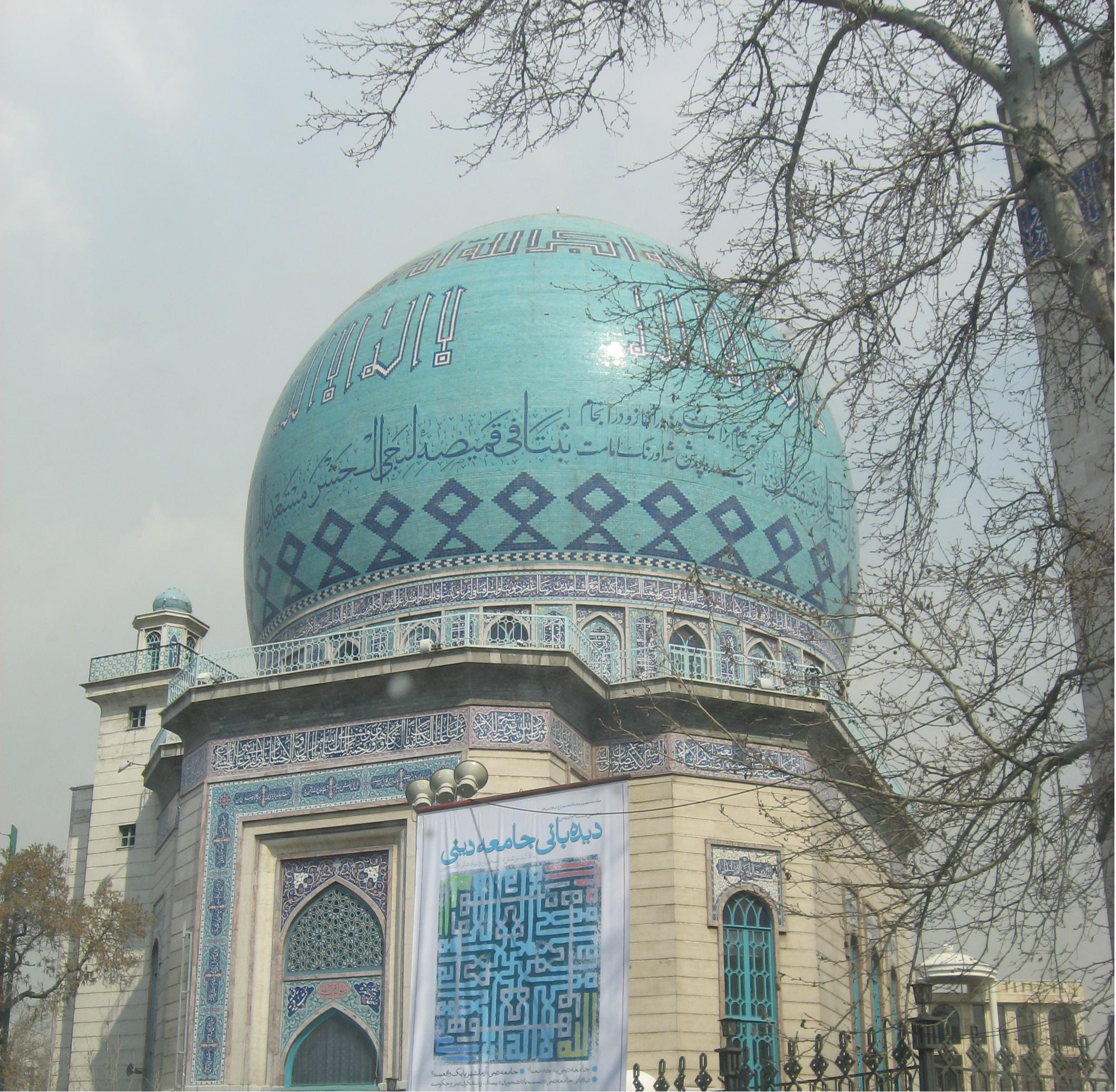
Hoseyniyya a Tehran

Una Husayniyya (in arabo حسينية‎?, Ḥusayniyya) è una sala per cerimonie rituali utilizzata nel contesto sciita. Tale ambiente è utilizzato per commemorare gli avvenimenti del mese di Muharram, centrali per tracciare la storia del primo sciismo.

## Storia
Il nome deriva da Husayn ibn Ali, nipote di Maometto e terzo imam sciita. Husayn fu ucciso dal califfo omayyade Yazid I nella Battaglia di Kerbela, in Iraq, il 10 ottobre 680.
Gli sciiti commemorano tale avvenimento ogni anno nel giorno dell'Ashura (10 Muharram).

## Scopi e nomenclatura
Una husayniyya si differenzia da una moschea in quanto è destinata principalmente alla commemorazione della morte di Husayn ibn Ali e non necessariamente alle preghiere del venerdì.
Nel Sud-est asiatico viene anche chiamata imambara, imambargah o ashurkhana. In Bahrein e negli Emirati Arabi Uniti, ma'tam (مأتم). In Libano, حسينية - hussainiā. In Afghanistan e Asia centrale takyakhana.